# Alianza Popular Federalista
La Alianza Popular Federalista (APF) fue una coalición electoral argentina de tendencia derechista establecida en 1973 por Francisco Manrique, del Partido Federal, de cara las elecciones generales de marzo de 1973, los primeros comicios libres tras finalizar la proscripción del peronismo. Estaba compuesta por el Partido Federal, el Partido Demócrata Progresista, y la Unión Popular.
En dichas elecciones presentó a Manrique como candidato a presidente y a Rafael Martínez Raymonda como candidato a vicepresidente, haciendo campaña sobre la base de un incremento de la autonomía provincial, resaltando los valores republicanos y federales que la constitución consagraba, y promoviendo un programa de fuerte liberalismo económico, oponiéndose a cualquier tendencia estatista. Si bien no apoyaba al justicialismo, reconocía la necesidad de Perón para la reconciliación nacional.
Los comicios se realizaron bajo el Estatuto Fundamental Temporario de 1972, que exigía una segunda vuelta electoral entre los candidatos que superasen el 15% de los votos, en caso de que ningún candidato superara el 50%. El candidato del Partido Justicialista, Héctor José Cámpora, obtuvo el 49.56%, seguido por Ricardo Balbín con el 21.29%, y Manrique quedó en tercer lugar con el 14.90%, siendo este el mejor resultado obtenido en su momento por un tercer candidato (no perteneciente ni al PJ ni a la UCR) en una elección libre, pero quedando fuera del balotaje por 0.10 puntos. Fernando del Corro ha informado también que Francisco Manrique había superado el 15% y por lo tanto tenía derecho a competir en una segunda vuelta, pero que el gobierno militar alteró el escrutinio, para impedir esa posibilidad. El balotaje de todas formas se canceló por la retirada de Balbín.
En el plano legislativo, la APF obtuvo el 14.90% de los votos y 20 diputados, posicionándose como tercera fuerza nacional, aunque no logró acceder al Senado.
Manrique volvió a presentarse a la presidencia en las elecciones de septiembre del mismo año, en las cuales no había ninguna proscripción y Juan Domingo Perón pudo presentarse como candidato, lo mismo que Balbín y Juan Carlos Coral, del Partido Socialista de los Trabajadores. De los cuatro candidatos, Manrique fue el único que sufrió una debacle de votos, con el 12.19% de los sufragios. Sin embargo, los resultados presidenciales y legislativos obtenidos por la APF en las elecciones de 1973 no serían superados por ningún tercer partido hasta la irrupción del FREPASO en las elecciones de 1995.

## Partidos integrantes
Alianza Popular Federal estaba integrado por los siguientes partidos políticos:
| Partido | Partido | Partido                       | Líder              | Ideología                         | Posición      |
| ------- | ------- | ----------------------------- | ------------------ | --------------------------------- | ------------- |
|         |         | Partido Federal               | Francisco Manrique | Federalismo Peronismo federal     | Centroderecha |
|         |         | Partido Demócrata Progresista | Rafael Raymonda    | Liberalismo Progresismo           | Centroderecha |
|         |         | Unión Popular                 | Carlos Insua       | Peronismo federal Conservadurismo | Derecha       |